# Рябухино (Ярославская область)
Рябухино — деревня Макаровской сельской администрации Судоверфского сельского поселения Рыбинского района Ярославской области .
Деревня расположена на пригородной безлесой равнине, на правом берегу Фоминского ручья, к северу от автомобильной дороги Рыбинск—Глебово. Деревня имеет одну улицу, ориентированную с севера на юг, вдоль ручья, в южном направлении эта дорога выходит на автомобильную дорогу напротив деревни Харинская. На небольшом расстоянии к северу от стоит деревня Колосово .
Деревня указана на плане Генерального межевания Рыбинского уезда конца XVIII века как деревня Рябихина.
На 1 января 2007 года в деревне числилось 4 постоянных жителя . Деревня обслуживается почтовым отделением 30 в Рыбинске. По почтовым данным в деревне 17 домов. Улицы не именуются .